# Teatro de Ratisbona

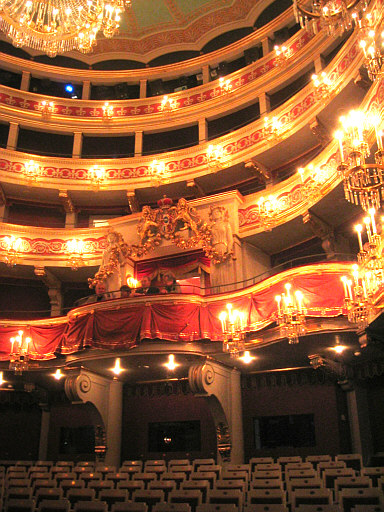
Interior del Teatro en la plaza Bismarck (Theater am Bismarckplatz).

El Teatro de Ratisbona (en alemán: Theater Regensburg), también conocido como el Teatro Municipal de Ratisbona (Stadttheater Regensburg) es una organización teatral que produce óperas, musicales, ballets, obras teatrales y conciertos en la ciudad de Ratisbona (Baviera, Alemania). La organización cuenta con varios recintos por toda la ciudad. El principal está emplazado en el n.º 7 de la plaza Bismarck.
Se utiliza para ópera, ballet y teatro en prosa y la primera sede llamada Königliches Nationaltheater se incendió en 1849.
La nueva sede se inauguró el 12 de octubre de 1852 con la ópera Los Hugonotes de Giacomo Meyerbeer.